# Зелёная линия (Миннеаполис)
Зелёная линия (ранее Центральный коридор) — линия легкорельсового транспорта в округе Хеннепин штата Миннесота, соединяющая центральные части городов Миннеаполис и Сент-Пол. Линия проходит по пути бывшего автобусного маршрута № 16 вдоль Юниверсити-авеню и Вашингтон-авеню. Это вторая линия легкорельсового транспорта в Миннеаполисе. Регулярные перевозки пассажиров на ней начались в июне 2014 года.
Протяженность линии составляет 18 километров (11 миль). Поездка между конечными станциями линии занимает примерно 46 минут.
В настоящее время идет строительство продолжения Зеленой линии от станции Тагерт-Филд до города Иден-Прери. Работы начались в ноябре 2018 года. Завершение строительства ожидается в 2027 году; общая стоимость проекта оценивается в 2 миллиарда долларов, это крупнейший инфраструктурный проект в истории штата.

## История
Конка существовала в Миннеаполисе с 1875 года, с конца 1880-х производился перевод на электрическую тягу. В 1921 году город имел развитую трамвайную сеть общей протяженностью 870 километров и парк в 1021 вагон. В том числе одна из линий, называемая «междугородной» («Interurban»), с декабря 1890 года соединяла Миннеаполис с Сент-Полом. В тридцатых годах XX века в США развернулось массовое строительство автомобильных дорог, а у общественного транспорта появился конкурент — массовый автомобиль. Из-за этого трамвай в Миннеаполисе стал нести убытки и в конечном итоге был закрыт. Практически все пути были разобраны в 1950-х годах. Однако со временем необходимость в рельсовом общественном транспорте вновь стала очевидной. В начале 1980-х годов в качестве такового для Миннеаполиса был предложен легкорельсовый транспорт и было разработано несколько его маршрутов, в том числе и так называемый «Центральный коридор». Окончательно данное решение было одобрено в июне 2006 года.
Пассажиропоток на уже существовавшей к тому времени Синей линии (тогда — «Линия „Гайавата“») превысил прогнозы, что было характерно для систем ЛРТ, построенных в США. Это привело к некоторым задержкам при проектировании линии, поскольку местные власти были вынуждены пересматривать прогнозы по пассажиропотоку перед отправкой документации в Федеральную администрацию по пассажирским перевозкам. В конечном итоге такой прогноз составил 43 000 пассажиров ежедневно к 2030 году. С таким пассажиропотоком строительство линии представлялось рентабельным, что было необходимым условием для получения федерального финансирования. К лету 2009 года рассмотрение проекта линии было полностью закончено и утверждено.
Линия строилась с конца 2011 по август 2013 года.
Из-за строительства линии уменьшилось число парковочных мест на авеню, вдоль которой она проложена. Владельцы расположенных на ней магазинов выражали недовольство по этому поводу, один ресторан указал строительство линии в качестве причины для своего закрытия.
Высокую оценку строящейся линии в 2014 году дал тогдашний президент США Барак Обама, посетивший Миннеаполис с визитом и проехавший по линии несколько остановок.

## Работа линии
Для линии были закуплены 47 вагонов Siemens Avanto, в США известные как S70. Первые вагоны были поставлены в октябре 2012 года. По сравнению с работающими на Синей линии вагонами типа Flexity Swift, изготовленными компанией Bombardier, данные вагоны несколько легче, в них улучшены системы отопления и звукоизоляции для большего комфорта пассажиров. Также они оснащены светодиодным, а не люминесцентным освещением салона, и камерами заднего обзора вместо зеркал заднего вида. Типы вагонов являются частично-совместимыми: они используют одну колею и один тип вагона может буксировать неисправный вагон другого типа, но поезда, ввиду несовместимости электроники, могут составляться только из однотипных вагонов.
Линия работает круглосуточно, без выходных. В часы пик и дневное время по будним дням поезда ходят каждые 10 минут, в вечернее время и по выходным и праздникам каждые 15 минут, ночью (с 1:00 до 5:00) один раз в час.
В зависимости от времени суток стоимость одной поездки на линии составляет от $3 до $1.75. В пределах выделенных тарифных зон Миннеаполиса и Сент-Пола тариф составляет $0.50. Между тремя станциями, расположенными в пределах кампуса Миннесотского университета, для его студентов и преподавателей предусмотрена возможность бесплатного проезда.